# 富山信用金庫

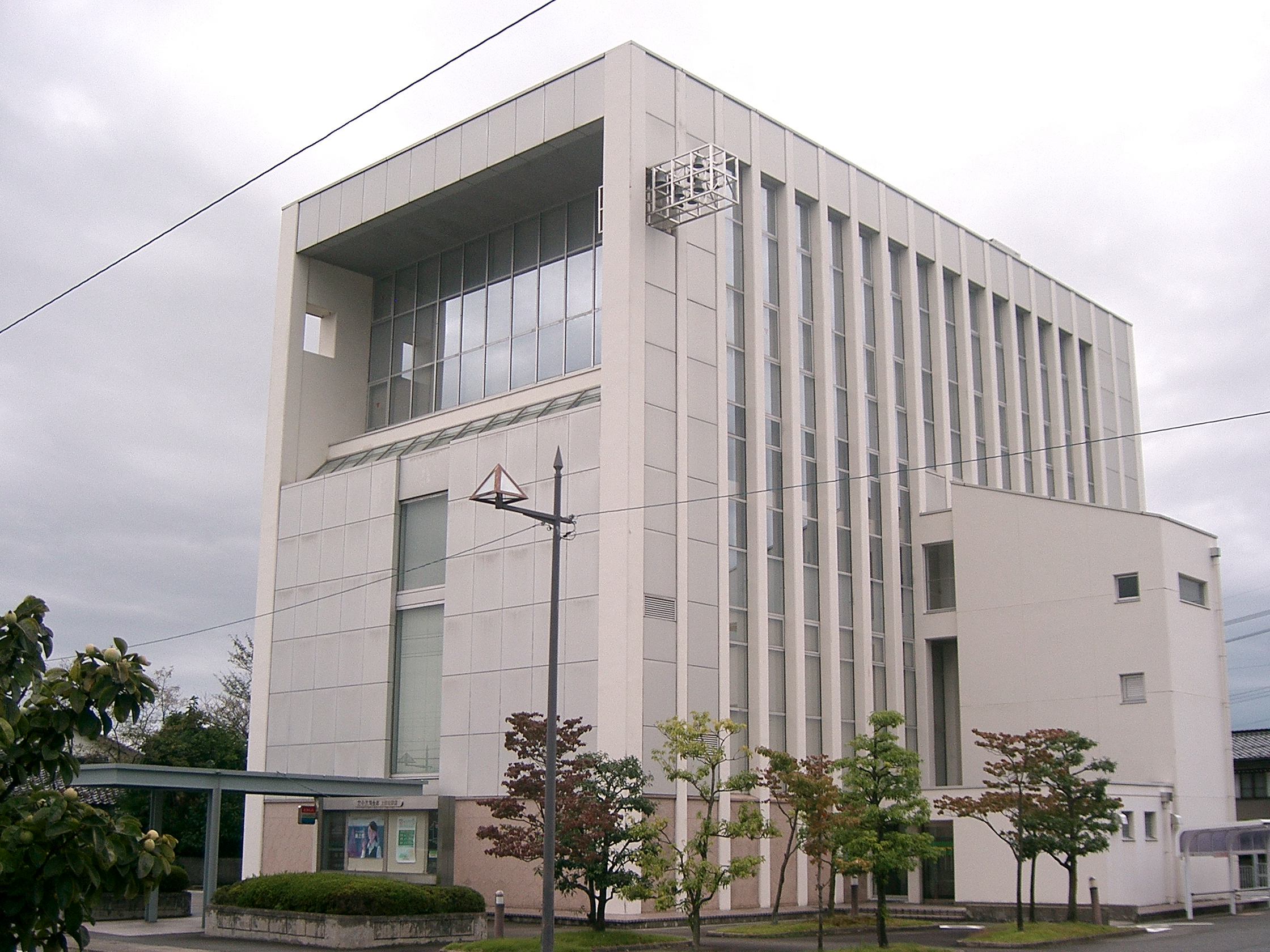
上市営業部
（旧：上市信用金庫本店）

富山信用金庫（とやましんようきんこ、英語：The Toyama Shinkin Bank）は、富山県富山市に本店を置く信用金庫である。通称は、『とみしん』。

## 沿革
- 1902年（明治35年）
  - 1月18日 - 富山売薬信用組合の設立が認可される[1]。
  - 4月7日 - 富山売薬信用組合として設立[1]。富山市鍛治町（古鍛冶町）23番地に事務所を置く[2]。
- 1917年（大正6年） - 重要物産同業組合法に基づく信用組合から、市街地信用組合法に基づく信用組合となる[3]。
- 1943年（昭和18年）
  - 7月10日 - 富山市信用組合と合併[3]。
  - 7月29日 - 市街地信用組合法施行により富山信用組合に改称[3]。
- 1945年（昭和20年）8月2日 - 富山大空襲により本店及び二番町支店の社屋や書類が焼失。社屋を終戦と共に直ちに現在地にて再建された[3]。
- 1951年（昭和26年）10月20日 - 信用金庫法施行に伴い信用金庫に転換、富山信用金庫に改組[4]。
- 1957年（昭和32年）7月1日 - 四方信用金庫と合併[4]。
- 1959年（昭和34年）11月30日 - 現在の本店が竣工（同年12月20日営業開始）[4]。
- 1976年（昭和51年）3月22日 - 普通預金オンラインシステムが南富山支店にて先行稼働。同年5月24日には全店舗に拡大[5]。
- 1977年（昭和52年）6月13日 - 定期性預金のオンライン開始[5]。
- 1998年（平成10年）8月5日 - ホームページを開設[6]。
- 2003年（平成15年）10月20日 - 射水信用金庫と合併[7]。
- 2011年（平成23年）2月14日 - 上市信用金庫と合併。同時にイメージキャラクター『とみたん』を制定[8]。
- 2014年（平成26年）10月27日 - LINEアカウントを開設[9]。
- 2024年（令和6年）6月3日 - この日から磁気の影響を受けにくい新しい通帳（Hi-Co通帳）を取扱開始した(Hi-Co通帳に対応していない信用金庫ATMではHi-Co通帳は使えない。) [10]。

## 店舗
2019年3月現在、富山市内に22店舗、射水市内に4店舗、高岡市・中新川郡上市町・同郡立山町にそれぞれ1店舗ずつの、計29店舗を展開しているほか、富山市今泉西部町にローン・年金・事業性融資等の受付・相談に特化した「B&Lコンサルティングスクエア」も置かれている。
現在の店舗については店舗一覧を参照。

## ATMについて
ATMでは、北陸3県（富山県・石川県・福井県）内に本店を置く信用金庫（しんきん北陸トライアングルネットワークATMサービス）のカードに限ってATM利用時間内に関わらず入出金手数料が終日無料で利用できるほか、北陸3県以外の信用金庫（しんきんATMゼロネットサービス）のカードでも平日8:45~18:00の入出金・土曜9:00~14:00の出金に限り手数料が無料で利用できる。

## イメージキャラクター『とみたん』
とみたんは、2011年（平成23年）2月14日に誕生した当社のイメージキャラクターである。2013年（平成25年）の『ゆるキャラグランプリ2013』では、地域金融機関の中で最多の9,623票を獲得。「企業・その他」部門で22位となる。2014年2月には、着ぐるみを新調して参加し、「企業・その他」部門で富山県内1位となった。

## 上市信用金庫との合併
2010年4月22日、中新川郡上市町に本店を置く上市信用金庫と合併することを発表した。
合併後の存続金庫・名称は富山信金で、総預金残高が高岡信用金庫を上回って県内最大手となり、北陸3県内の信金としては福井・金沢の各信金に次いで3番目の規模である。
これに伴い、旧：上市信金の7ヶ店が富山信金の店舗として加わったが、このうち旧：上市信金本店営業部は「富山信金上市営業部」に、旧：上市信金富山支店は「富山信金大泉支店」に、それぞれ改称した。また、旧：上市信金店に割り当てられる店舗コードについては04x番台が付与された。